# Feodosie Vidrașcu
Feodosie Vidrașcu (Vedrașko) (în rusă Феодосий Константинович Видрашку, uneori Ведрашко; n. 11 ianuarie 1929, Milești, raionul Nisporeni, Republica Moldova – d. 30 ianuarie 2010, Moscova, Rusia) a fost un scriitor sovietic moldovean, membru al Uniunii Scriitorilor din URSS. 

## Biografia
Feodosie Konstantinovici Vidrașcu (Vedrașko) s-a născut în 1929 în satul Milești din Basarabia (actualul raion Nisporeni) într-o familie de țărani. În 1943 a absolvit șapte clase ale școlii din localitate. În august 1944, după revenirea administrației sovietice, obține primul carnet de muncă. A fost pontator în oficiul Comisariatului Popular pentru colectarea alimentelor. 
În octombrie 1944 a devenit membru uniunii tineretului comunist (comsomol) și a devenit secretar tehnic al comitetului raional Nisporeni al partidului comunist (bolșevic), apoi – instructor al comitetului raional al comsomolului. În același timp, învăța la școala serală a tineretului muncitor. În perioada 1953–1956, a studiat la facultățile de jurnalism ale școlii republicane de partid de pe lângă comitetul central al partidului din Moldova și școlii superioare de partid din Moscova.
În 1948 a devenit membru al Partidului Comunist al Uniunii Sovietice (PCUS). A lucrat în calitate de propagandist al comitetului raional de partid Kotovsk (astăzi Hîncești), de secretar al comitetului executiv raional, de redactor al gazetei „Satul socialist” editată de secția politică a Stației de mașini și tractoare, de șef al secției literatură artistică și de redactor-șef al editurii de stat din Moldova. A fost apoi transferat în secția propagandă și agitație a CC al Partidului Comunist din Moldova (PCM), unde s-a ocupat de presă. Din iunie 1957 pînă în iunie 1961 e președinte al comitetului radiodifuziune și televiziune de pe lîngă consiliul de miniștri al RSS Moldovenești. A fost membru al CC al PCM, apoi transferat în aparatul CC al PCUS. Din 1963 pînă în 1968 e corespondent al ziarului „Pravda” în România. În 1964–1965 pregătește filmul documentar „Pe urmele războiului în Europa”, filmează în România, Bulgaria, Iugoslavia, Ungaria, Austria, Cehoslovacia, RDG și Polonia. Filmul a fost difuzat la Televiziunea Centrală în contextul sărbătoririi a 20 de ani de la victoria asupra Germaniei hitleriste. E unul dintre autorii și alcătuitorii volumului de eseuri și articole România Populară astăzi, editat în colaborare cu redacția ziarului „Scînteia”, organul de presă al Partidului Comunist Român (PCR).
Din 1969 pînă în 1971 a fost redactor-șef al studioului Relații cu Străinătatea la Televiziunea Centrală a Uniunii Sovietice. În perioada respectivă televiziunea sovietică a difuzat serialul The Forsyte Saga⁠(d) al Companiei BBC. A fost prima întîlnire a telespectatorilor sovietici cu un „produs televizat burghez”. Tot în acei ani a fost probată puntea televizată Moscova–Washington cu concursul companiei japoneze Fuji. Tratativele cu partenerii occidentali nu aveau deseori o finalitate. Vidrașcu și alți cinovnici care colaborau cu partenerii occidentali figurau în dosarele speciale care considerau nedorite contactele, fie și pe linie oficială, cu străinii. Iată de ce anumite proiecte deveneau irealizabile.
După destituirea, în 1970, a președintelui Companiei de Stat Unionale Teleradio Nikolai Meseațev și numirea în această funcție a lui Serghei Lapin, Vidrașcu e acuzat de către noul președinte de complicitate cu așa-numita „convergență ideologică” cu Occidentul. A trebuit să-și caute un alt loc de muncă. Așa a ajuns Vidrașcu la revista „Novîi mir”, la care a lucrat din 1971 pînă în 1993, mai întâi în calitate de membru al colegiului redacțional, apoi – de redactor-șef adjunct.
A debutat editorial în 1948, a scris eseuri și povestiri. Printre traducerile pe care le-a făcut din rusă în moldovenească se numără Cei vii luptă de Jean Lafitte, Steagurile de pe turnuri de Anton Makarenko, Ard fluvii de Vanda Vasilevskaia și Prăbușirea de Rabindranath Tagore. În 1956 îi apare romanul Înfruntînd furtuna, tradus ulterior în limba rusă (1959).
Este membru al Uniunii Scriitorilor din Uniunea Sovietică din 1959. În 1962 i se editează, în chip de carte, povestirea Ecoul îngrijorării și un volum de povestiri pentru copii. În același an, în revista „Nistru” și în almanahul „Dramaturgia contemporană” îi apare piesa Două vieți si a treia, difuzată pe larg și la radio în Chișinău. În 1973–1974 publică romanul Pe strada trandafirilor, eseurile De gardă, Destine, Împarte-te cu focul, cartea În inima Rusiei. În această perioadă, îi apare în două mari tiraje cartea Împarte-te cu focul, carte despre minerii și metalurgiștii din Donețk. În 1976, la Editura „Molodaia gvardia”, în colecția Viața oamenilor celebri, apare cartea lui Vidrașcu Petru Groza.
La începutul anilor ’70, după inaugurarea construcției uzinei de automobile de la Naberejnîe Celnî, redacția revistei „Novîi mir” a luat sub patronajul său această construcție. Un grup de scriitori și jurnaliști, care-l includea și pe Vidrașcu, a plecat la „Kamaz” și a pus bazele unei comunități a prozatorilor și poeților din regiune. S-a pus temelia „cronicii literare” a construcției și a uzinei. Printre altele, au văzut lumina tiparului trei volume editate de „Novîi mir” și intitulate Naberejnîie Celnî și cartea lui Vidrașcu Cheiul speranței. Feodosie Vidrașcu a continuat să publice în „Novîi mir”, unul din eseurile sale, intitulat Un reportaj de sub redacție, fiind consacrat metroului nou din Moscova.  
În 1977 îi apare, în limbile rusă și moldovenească, cartea Întîlniri. Notițe despre limba rusă. În 1980, la Editura „Molodaia gvardia”, apare a doua carte a lui Vidrașcu în colecția Viața oamenilor celebri, un volum despre poetul, prozatorul și publicistul român Tudor Arghezi. La sfîrșitul anilor ’80, Vidrașcu a înregistrat o cooperativă – centrul editorial „Novîi mir” care își propunea să publice, în mai multe volume, opera lui Aleksandr Soljenițîn. Proiectul a fost realizat.
Din decembrie 1993 e pensionar, dar continuă să scrie și să publice. În 1999, în Republica Moldova, îi apare în limba română cartea Răscruci. Moare la 30 ianuarie 2010 în Moscova.
Feodosie Vidrașcu are un fiu, Vladimir (Vedrașko), corespondent la Radio Europa Liberă (redacția rusă - „Svoboda”) de la Praga.